# 四川蔓龙胆
四川蔓龙胆（学名：Crawfurdia tibetica）为龙胆科蔓龙胆属下的一个种。

## 扩展阅读
- 維基物種上的相關：四川蔓龙胆